# Galaxiella munda
Galaxiella munda är en fiskart som beskrevs av Mcdowall, 1978. Galaxiella munda ingår i släktet Galaxiella och familjen Galaxiidae. IUCN kategoriserar arten globalt som nära hotad. Inga underarter finns listade i Catalogue of Life.